# Šepseskare
Šepseskare ali Šepseskara (poslovenjeno Plemenita je Rajeva duša) je bil četrti ali peti vladar Pete dinastije (2498 pr. n. št.–2345 pr. n. št.) Starega egipčanskega kraljestva. Vladal je sredi 25. stoletja pr. n. št. in bil verjetno lastnik nedokončane piramide v Abusirju, ki je bila opuščena  že v  najzgodnejših fazah gradnje.
Po podatkih v primarnih virih je vladal sedem let. Njegov predhodnik naj bi bil Neferirkare Kakai, naslednik pa  Neferefre. Če je to res, je bil četrti faraon Pete dinastije. Šepseskare je najbolj nejasen vladar iz te dinastije, zato egiptolog Miroslav Verner trdi, da je vladal samo nekaj mesecev, verjetno za Neferefrejem. Njegova trditev temelji na stanju in lokaciji njegove nedokončane  piramide in zelo majhnem številu z njim povezanih najdb.
Šepseskarejeve vezi z njegovim predhodnikom in naslednikom niso zanesljivo znane. Verner ga ima za Sahurejevega sina in brata Neferirkare Kakaia, ki je po nenadni smrti svojega predhodnika in morda nečaka zasedel egipčanski prestol. Kmalu zatem je morda nepričakovano umrl ali ga je odstavil eden od nečakov, bodoči faraon Njuserre Ini. Mogoče je tudi, da je bil uzurpator, ki ni bil član vladarske družine.

## Dokazi

### Primarni viri
Šepseskare je bil četrti ali peti vladar Pete egipčanske dinastije. V tistem času je bil Egipt združen. Njegova prestolnica je bil Memfis. Število z njim povezanih najdb je zelo majhno. Znana sta samo dva valjasta pečatnika. Prvi od njiju je iz brona. Na njem je njegovo Horovo ime. Odkrili so ga v zgodnjem 20. stoletju v Memfisu.
Drugi pečatnik je neznanega izvora. Izdelan je iz črnega serpentinita in se bere »Šepseskare, ljubljenec bogov, Šepseskare, ljubljenec (boginje) Hator«. Razen omenjenih pečatnikov se Šepseskareju pripisuje še pet fragmentov odtisov njegovega pečata v glini, odkritih v Abusirju, in šest drugih fragmentov iz pogrebnega templja in Svetišča noža Neferefrejeve piramide, prav tako v Abusirju. Fragmenti so morda odtisi različnih pečatnikov in so bili najverjetneje odtisnjeni na vratih skladiščnih prostorov v templju.
Obstaja tudi en sam skarabejski pečat z napisim »Šepseskare«[sic], ki ga je egiptolog  Flinders Petrie na koncu 19. stoletja pripisal Šepseskareju. Sodobni egiptologi v to ne verjamejo in po slogu pečat datirajo v mnogo kasnejše saitsko obdobje (685–525 pr. n. št.).  Pečat bi lahko pripadal Gemenefhonsbak Šepeskareju, nejasnemu in nepomembnemu kraljiču Tanisa iz obdobja Petindvajsete dinastije (760–656 pr. n. št.).

### Zgodovinski viri
Šepseskare je omenjen samo na Sakarskem seznamu kraljev (vnos 28). Seznam je bil napisan v obdobju Ramzesa II. (1279–1213 pr. n. št.), se pravi okoli 1200 let po Šepseskarejevi smrti. Vladarji so razvrščeni po naslednjem zaporedju: Neferikare → Šepseskare → Neferkare (različica imena Neferefre). Na Abidoškem seznamu kraljev, napisanem med vladavino Setija I. (1294–1279 pr. n. št.), je Šepseskare izpuščen. Na Torinskem seznamu kraljev je na mestu, kjer bi morala biti Šepseskare in Nefrkare, papirus uničen, zato je bil Šepseskare na tem seznamu morda omenjen. Dolžino vladanja enega od obeh manjkajočih vladarjev je še mogoče prebrati. Prebere se lahko kot eno leto, enajst let ali en do štiri mesece. Vladavine ni mogoče zanesljivo pripisati nobenemu od obeh vladarjev.
Šepseskare je zelo verjetno omenjen v Egiptiaki (Zgodovina Egipta), ki jo je v 3. stoletju pr. n. št. med vladavino Ptolemaja II. (283–246 pr. n. št.) napisal egipčanski svečenik Maneton. Ohranjen ni noben izviren izvod Egiptiake. Njena vsebina je znana samo iz kasnejših zapisov Seksta Julija Afričana in Evzebija. Afričan piše, da so v Egiptiaki vladarji sredi Pete dinastije razvrščeni v zaporedju Neferheres → Sisires → Heres. Za Neferheresa in Heresa velja, da sta helenizirani imeni Neferirkareja in Neferkareja (Neferefreja). Sisires bi zato lahko bil Šepseskare, kar bi se ujemalo s Sakarskim seznamom kraljev.  Po Afričanu je Maneton Sisiresu pripisal sedem let vladanja, medtem ko mu drugi viri, ki se sklicujejo na Manetona, pripisujejo devet let.

## Vladanje

### Kronološki položaj
Relativni in absolutni kronološki položaj Šepseskarejevega vladanja sta nezanesljiva. Sakarski seznam kraljev ga omenja kot Neferirkarejevega naslednika in Neferefrejevega predhodnika. To zaporedje vladarjev se je ustalilo tudi med egiptologi.
Češki egiptolog Miroslav Verner na osnovi izsledkov iz 1980. let zagovarja hipotezo, da je bil Šepseskare Neferefrejev naslednik in ne predhodnik. Verner v zagovor svoje hipoteze poudarja prisotnost več glinastih pečatov s Šepseskarejevim Horovim imenom Sehemkau, ki pomeni »On, čigar privlačnost je močna«, v najstarejšem delu Neferefrejevega pogrebnega templja, ki ni bil zgrajen »pred  Neferefrejevo  smrtjo«. To naj bi pomenilo, da je Šepseskare vladal za in ne pred Neferefrejem. Vernerjev drugi argument je poravnanost Sahurejeve, Neferirkare Kakaijeve in Neferefrejeve piramide s smerjo proti Heliopolisu, tako kot tri piramide v Gizi. Šepseskarejeva nedokončana piramida ne stoji na črti proti Heliopolisu, kar kaže, da se je začela graditi kasneje. Verner je opazil tudi to, da je imel Neferefre sina, ki je bil ob njegovi smrti star okoli dvajset let in bil zato zelo primeren za prestolonaslednika, zato je Šepseskare zasedel egipčanski prestol za njim in ne pred njim. 

### Trajanje
Verner je v člankih leta iz 2000 in 2001 trdil, da je Šepseskare vladal samo nekaj mesecev in ne toliko, kot je trdil Maneton. Enako je že leta 1988 trdil francoski egiptolog Nicolas Grimal. Njune trditve temeljijo na času, potrebnem za gradnjo temeljev njegove njegove nedokončane piramide. V nasprotju z drugimi vladarji iz Pete dinastije, se Šepseskarejevo ime ne pojavlja niti v osebnih imenih podložnikov niti v imenih kultnih  posesti niti v nazivih in biografijah državnih uradnikov, kar kaže, da je vladal zelo malo časa. Vernerjevi argumenti so bili očitno dovolj trdni, da so prepričali tudi druge egiptologe.

## Družina
Znanstvenik Slike Roth domneva, da je bil Šepseskare sin Naferirkare Kakaija in Neferefrejev brat. Verner v nasprotju z njim trdi, da je bil sin faraona Sahureja, ki je prevzel oblast po prezgodnji Neferefrejevi smrti. Miroslav Verner in Tarek El Avdija sta leta 2005 odkrila, da sta Sahure in njegova žena Meretnebti imela sinova Raneferja in Nečerirenreja, za katera sta domnevala, da sta bila dvojčka. Avtorja špekulirata, da je po  Raneferjevi in Neferefrejevi smrti poskušal oblast prevzeti Nečerirenre. Iz tega je mogoče zaključiti, da je Šepseskare Nečerirenrejevo prestolno ime. Njegovo vladanje se je končalo ali s prezgodnjo smrtjo ali pa mu je oblast prevzel Neferefrejev mlajši brat Njuserre Ini. 

## Gradnje

### Piramida
Za nedokončano piramido v severnem delu Abusirja med Userkafovim svetiščem in Sahurejevo piramido velja, da je pripadala faraonu Šepseskareju. Odkrita je bila leta 1980. Zanjo velja, da je bila njena gradnja ustavljena že po nekaj tednih ali mesecih. Tehnika gradnje je podobna tehniki vseh piramid iz Pete dinastije. Iz temeljev je moč sklepati, da bi bila visoka okoli 73 m, podobno kot piramida Neferirkare Kakaija. 

### Pogrebni tempelj
Šepseskare je morda nadaljeval gradnjo pogrebnega kompleksa svojega predhodnika. Neferefre je vladal zelo malo časa, zato v njegovi piramidi ni bil zgrajen niti pogrebni prostor. Piramida je bila zato na hitro preurejena v mastabo, pogrebno svetišče pa je bilo dokončano med Njuserrejevo vladavino.  Šepseskarejevi pečati v najstarejšem delu svetišča morda kažejo, da je ta del zgradil on. Dokazi niso zanesljivi, ker bi lahko bili na skrinjah, ki so jih tja prinesli kasneje. V svetišču so namreč odkrili tudi pečate faraonov Userkafa, Sahureja in Nefereikare Kakaija, ki so umrli pred Neferefrejevo vladavino. 